# Canadian Soccer League
Die Canadian Soccer League (CSL) ist eine semi-professionelle kanadische Fußballliga.
Sie wurde ursprünglich durch die Canadian Soccer Association sanktioniert, wurde dann aber durch die Soccer Federation of Canada (SFC) übernommen. Somit steht sie nicht im offiziellen Ligasystem Kanadas.
Bis Mai 2006 nannte sich die Liga Canadian Professional Soccer League (CPSL). In ihr spielen nur Mannschaften aus der Region Southern Ontario.
Die Canadian Soccer League hat auch eine Reserveliga, die CSL Reserve Division, die seit 2009 existiert.

## Modus
Eine Saison geht jährlich von April / Mai bis Oktober / November. Die Liga besteht aus 14 Mannschaften, welche in einer Einheitstabelle geführt werden. Jede Mannschaft absolviert 26 Spiele, mit je einem Hin- und Rückspiel gegen die anderen Mannschaften. Die besten acht Klubs treten anschließend in den Play-offs gegeneinander an um den Givova Cup (bis 2010 Rogers Cup) auszuspielen. Die Begegnungen im Viertelfinale der Play-offs werden in zwei Spielen ausgespielt. Im Halbfinale und Finale wird nur ein Spiel ausgespielt.

## Mannschaften

### First Division
Übersicht über alle Mannschaften der Saison 2015 in der CSL First Division.
| Mannschaft           | Gegründet | Stadion                    | Spielort               |
| -------------------- | --------- | -------------------------- | ---------------------- |
| Toronto Atomic FC    | 2013      | Centennial Stadium         | Etobicoke, Ontario     |
| Scarborough SC       |           | Birchmount Stadium         | Scarborough, Ontario   |
| Niagara United       | 2010      | Kalar Sports Park          | Niagara Falls, Ontario |
| Burlington SC        |           | Nelson Stadium             | Burlington, Ontario    |
| Waterloo SC          | 2011      | Warrior Field              | Waterloo, Ontario      |
| Serbian White Eagles | 1968      | Lamport Stadium            | Toronto, Ontario       |
| Toronto Croatia      | 1956      | Centennial Park Stadium    | Etobicoke, Ontario     |
| North York Astros    | 1990      | Esther Shiner Stadium      | North York, Ontario    |
| London City          | 1973      | Cove Road Stadium          | London, Ontario        |
| Brampton City United | 2002      | Victoria Park Stadium      | Brampton, Ontario      |
| Milton SC            | 2014      | Jean Vanier Stadium        | Milton, Ontario        |
| Brantford Galaxy     | 2010      | Lions Park                 | Brantford, Ontario     |
| York Region Shooters | 1998      | St. Joan of Arc Turf Field | Vaughan, Ontario       |

### Second Division
Übersicht über alle Mannschaften der Saison 2015 in der CSL Second Division.
| Mannschaft             | Gegründet | Stadion                    | Spielort               |
| ---------------------- | --------- | -------------------------- | ---------------------- |
| Brantford Galaxy B     | 2010      | Lions Park                 | Brantford, Ontario     |
| Niagara United B       | 2010      | Kalar Sports Park          | Niagara Falls, Ontario |
| Brampton City United B | 2002      | Victoria Park Stadium      | Brampton, Ontario      |
| Waterloo SC B          | 2011      | Warrior Field              | Waterloo, Ontario      |
| Milton SC B            | 2014      | Jean Vanier Stadium        | Milton, Ontario        |
| Toronto Croatia B      | 1956      | Centennial Park Stadium    | Etobicoke, Ontario     |
| Burlington SC B        |           | Nelson Stadium             | Burlington, Ontario    |
| Toronto Atomic FC B    | 2013      | Centennial Stadium         | Etobicoke, Ontario     |
| York Region Shooters B | 1998      | St. Joan of Arc Turf Field | Vaughan, Ontario       |

## Sieger Rogers Cup / Givova Cup
- 1998: St. Catharines Wolves
- 1999: Toronto Olympians
- 2000: Toronto Croatia
- 2001: St. Catharines Wolves
- 2002: Ottawa Wizards
- 2003: Brampton Hitmen
- 2004: Toronto Croatia
- 2005: Oakville Blue Devils
- 2006: Italia Shooters
- 2007: Toronto Croatia
- 2008: Serbian White Eagles
- 2009: Trois-Rivieres Attak
- 2010: Brantford Galaxy S.C.
- 2011: Toronto Croatia

## Sieger CSL Reserve Division
- 2009: TFC Academy
- 2010: Serbian White Eagles Reserves